# Robstown, Texas
Robstown là một thành phố thuộc quận Nueces, tiểu bang Texas, Hoa Kỳ. Năm 2010, dân số của xã này là 11487 người.

## Dân số
- Dân số năm 2000: 12727 người.
- Dân số năm 2010: 11487 người.